# David Scott

För politikern, se David Scott (politiker).  
David Randolph Scott är en amerikansk astronaut född 6 juni 1932 i San Antonio, Texas. Han blev uttagen i astronautgrupp 3 17 oktober 1963 för Apolloprogrammet. 

## Familjeliv
Scott var gift med Ann Lurton Scott och tillsammans hade de barnen Tracy född 25 mars 1961 och Douglas född 8 oktober 1963.

## Rymdfärder
Scott har genomfört tre rymdfärder.

### Geminifärden
Den första färden gjorde Scott med Gemini 8 tillsammans med Neil Armstrong. Deras uppdrag var att öva dockning i rymden med en Agena-målfarkost. De lyckades med den första dockningen mellan två rymdfarkoster, dock råkade Gemini-kapseln i farlig spinn efter dockningen, så försöket och rymdflygningen avbröts i förtid.

### Apollofärderna
Den första Apollofärden genomförde Scott med Apollo 9 tillsammans med James A. McDivitt och Russell Schweickart. Uppdraget var att testa månlandarfarkosten i bana runt jorden.
Den andra Apollofärden gjorde Scott med Apollo 15 tillsammans med James B. Irwin och Alfred Worden. Scott och Irwin var den sjunde och åttonde människan som landade på månen.

## Rymdfärdsstatistik
| Färd      | Datum                    | Tid       | EVA     | LEVA     |
| --------- | ------------------------ | --------- | ------- | -------- |
| Gemini 8  | 16 - 17 mars 1966        | 10:41:26  | 0:00:00 | 0:00:00  |
| Apollo 9  | 3 - 13 mars 1969         | 241:00:54 | 1:01:00 | 0:00:00  |
| Apollo 15 | 26 juli - 7 augusti 1971 | 295:11:53 | 0:00:00 | 19:07:53 |
| Totalt    | Totalt                   | 546:54:13 | 1:01:00 | 19:07:53 |